# 冀东1944年冬季战役
冀东1944年冬季战役，中国亦称冀东1944年冬季反“扫荡”，是中国抗日战争中中日双方发生的战役。

## 过程
1944年9月15日，日军由华北治安军配合，采取“奔袭合击”、“分区扫荡”的方法，“扫荡”冀东抗日根据地，晋察冀军区第13军区部队进行主要战斗106次，收复据点58处，缴获迫击炮5门、重机枪6挺、轻机枪38挺、步骑枪852支、枪弹15余万发。

## 结果
1945年1月，“扫荡”结束。